# Andimachia
Andimachia (gr. Αντιμάχεια) – miejscowość w Grecji, w południowej części wyspy Kos, w administracji zdecentralizowanej Wyspy Egejskie, w regionie Wyspy Egejskie Południowe, w jednostce regionalnej Kos, w gminie Kos. W 2011 roku liczyła 2068 mieszkańców. Na skraju miejscowości znajduje się lotnisko.